# Valle de Losa
 (décembre 2024).
Valle de Losa est une commune d'Espagne dans la communauté autonome de Castille-et-León, province de Burgos, comarque de Las Merindades.
Elle s'étend sur 227,66 km2 et comptait environ 582 habitants en 2011.